# نيو رومانتيك

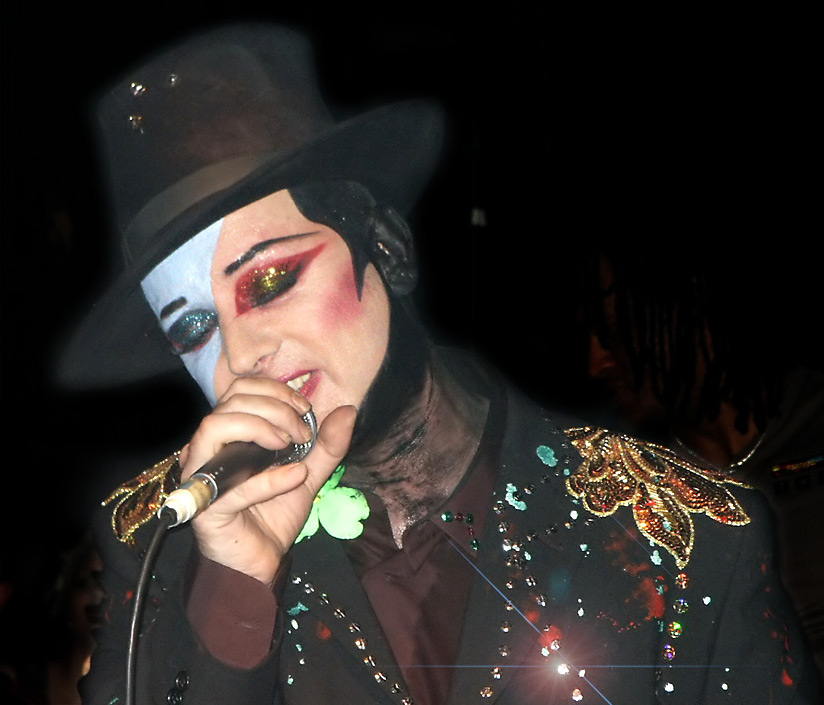

حركة نيو رومانتيك أو الرومانسية الجديدة (بالإنجليزية: New Romantic)‏ هي عبارة عن حركة ثقافة شعبية نشأت في المملكة المتحدة في أواخر السبعينيات. ظهرت الحركة من ملاهي ليلية في لندن وبرمنغهام في أماكن مثل بيليز (Billy's) وذا بليتز (The Blitz). اتسمت الحركة الرومانسية الجديدة بأزياء متألقة وغريبة مستوحاة من متاجر الأزياء مثل كان وبيل في برمنغهام وبي إكس في لندن. غالبًا ما أشارت الصحافة إلى أتباع الحركة الأوائل بأسماء مثل بليتز كيدز ونيو دانديز (New dandies) وتعني لمتأنقون الجدد ومتمردون رومنسيون (Romantic Rebels).
بتأثير ديفيد بوي ومارك بولان وروكسي ميوزك، طور الرومانسيون الجدد أزياء مستوحاة من عصر موسيقى الجلام روك إلى جانب الفترة الرومانسية المبكرة في أواخر القرن الثامن عشر وأوائل القرن التاسع عشر (التي أخذت منها الحركة اسمها). من المعروف أن مصطلح «الرومانسية الجديدة» صاغه الموسيقي والمنتج والمدير والمبتكر ريتشارد جيمس بيرجس. رداً على سؤال حول الحصول على الفضل في صياغة مصطلح الرومانسية الجديدة في مقابلة مع ذا إلكترستي كلوب (The Electricity Club)، قال بيرجس: «في البداية كنت أستخدم ثلاثة مصطلحات - مستقبلي، الموسيقى الإلكترونية الراقصة (طبع إختصار الموسيقى الإلكترونية الراقصة (Electronic Dance Music) وهو (EDM) على أغنية منفردة لفرقة لاند سكيب في تلك الفترة) ورومانسية جديدة.»
على الرغم من أنها كانت حركة أزياء، إلا أن العديد من الأعمال الموسيقية البريطانية في أواخر السبعينيات وأوائل الثمانينيات تبنت هذا الأسلوب وأصبح معروفًا أنها تلخصه في الصحافة، بما في ذلك ستيف ستريج من فرقة فيزيج، دوران دوران، سبانداو باليه، أي فولك أوف سيغلز، كلاسيك نوفو، وبوي جورج من فرقة كولتشر كلوب. غالبًا ما تم تحديد ألترافوكس أيضًا على أنهم رومانسيون جدد من قبل الصحافة، على الرغم من أنهم لم يظهروا نفس الأنماط المرئية للحركة، على الرغم من ارتباطهم بفرقة فيزيج. جابان وآدم أند ذا أنتس أيضًا كفنانين رومانسيين جدد من قبل الصحافة، على الرغم من أن كلاهما نبذ هذا ولم يكن لهما أي صلة مباشرة بالمشهد الأصلي. اعتمد عدد من هذه الفرق الموسيقية آلات المزج وساعدت في تطوير موسيقى السينثبوب في أوائل الثمانينيات، والتي، جنبًا إلى جنب مع المرئيات الرومانسية الجديدة المميزة، ساعدتهم أولاً على النجاح الوطني في المملكة المتحدة، ثم عبر إم تي في، اللذان لعبا دورًا رئيسيًا في الغزو البريطاني الثاني للترتيب الموسيقي الأسبوعي في الولايات المتحدة.
بحلول نهاية عام 1981، تبددت الحركة الأصلية إلى حد كبير. على الرغم من أن بعض الفنانين المرتبطين بالمشهد واصلوا حياتهم المهنية، إلا أنهم تخلوا إلى حد كبير عن جماليات الحركة. كانت هناك محاولات لإحياء الحركة من التسعينيات، عن طريق نوع موسيقي قصير الزمن سمي بـ رومو (حداثة الرومانسية) في ذلك الوقت.